# Wilhelm Heinrich Käpler
Wilhelm Heinrich Käpler (auch Wilhelm Käpler; * 1740 in Ostheim vor der Rhön; † 11. Januar 1805 ebenda) war ein deutscher Forstmann.

## Leben
Käpler war Sohn des Forstmanns Melchior Christian Käpler (1712–1793). Nach der Schule ging er bei seinem Vater in der Forst- und Jagdkunde in die Lehre. Anschließend begab er sich auf eine Studienreise, wobei er unter anderem die Forsten Thüringens, des Westerwalds, Württembergs, der Schweiz und des Elsass besuchte. 1764 wurde er durch die Regentin Anna Amalia von Sachsen-Weimar-Eisenach seinem Vater zur Seite gestellt. 1769 wurde er zum Oberförster, 1779 zum Wildmeister in Ostheim befördert. 1804 erfolgte schließlich die Ernennung zum herzoglichen Forstmeister. Er starb 1805 an einer Lungenentzündung.
Käpler bemühte sich um eine Verbesserung des Zustandes seines Forstgebietes und führte Versuche mit verschiedenen Gehölzen durch und erhielt dafür Anerkennung des Herzogs Carl August von Sachsen-Weimar-Eisenach. Für seine Verdienste wurde er 1799 in die Societät für Forst- und Jagdkunde zu Waltershausen und 1801 in die mineralogische Gesellschaft zu Jena aufgenommen. Zudem war er in der Ausbildung von jungen Forstleuten engagiert, so besuchte ihn auch Christian Peter Laurop.

## Schriften (Auswahl)
- Kleiner Forstkatechismus für junge Anfänger im Forstwesen, 2. vermehrte und verbesserte Auflage 1789.
- Die nöthigsten Vorkenntnisse der Forst- und Jagdwissenschaft, für angehende Forstschüler, welche ihre Zeit auf Instituten mit Nutzen zubringen wollen, 1803.
- Holzcultur durch Erfahrung erprobt, nach Auswahl der vorzüglichsten Nutzhölzer, nebst Anhang einer kleinen Denkschrift über den Safthieb der Laubhölzer, 1803.
- Der Safthieb nach seinen Wirkungen betrachtet, 1804.
- Die Holzcultur d. E. e., oder die Vortheile des Schlagholzbetriebs verglichen mit dem Hochwaldsbetrieb als Resultat vieljähriger Erfahrungen bei dem Ostheimer und Melperser Revier, 1805.